# Наши синови (ТВ филм)
„Наши синови” је југословенски ТВ филм из 1968. године. Режирао га је Сава Мрмак а сценарио је написао Војислав Јовановић Марамбо

## Улоге
| Глумац                | Улога |
| --------------------- | ----- |
| Миливоје Живановић    |       |
| Стојан Дечермић       |       |
| Михаило Миша Јанкетић |       |
| Зоран Марјановић      |       |
| Милан Ајваз           |       |
| Жарко Митровић        |       |
| Никола Симић          |       |
| Иван Јагодић          |       |
| Морис Леви            |       |
| Јожа Рутић            |       |
| Марко Тодоровић       |       |
| Рахела Ферари         |       |

Остале улоге ▼
| Глумац             | Улога                 |
| ------------------ | --------------------- |
| Невенка Микулић    |                       |
| Рада Ђуричин       | (као Радмила Ђуричин) |
| Бранка Петрић      |                       |
| Марија Милутиновић |                       |
| Ташана Ивановић    |                       |
| Зорица Драгићевић  |                       |
| Нада Ризнић        |                       |
| Бранка Веселиновић |                       |
| Маја Димитријевић  |                       |